# Mikołaj z Korkyry
Mikołaj z Korkyry – biskup Korkyry i poeta, żyjący w I połowie XII wieku.
Mikołaj był arcybiskupem Korkyry w pierwszej połowie XII wieku. Napisał, liczący 310 wersów trymetrycznych, utwór poetycki, zatytułowany Na swoją abdykację (Epí parajtésej autú). Snuje w nim rozważania o marności tego świata, o przemijaniu spraw ziemskich, tak że "chętnie usuwa się w cień, by samotnie przebywać z Bogiem". Utwór nie podaje przyczyn odejścia autora ze stolicy metropolitalnej. Mikołaj kończy go słowami pożegnania, skierowanymi do wiernych. Życzy im, by otrzymali innego, dobrego duszpasterza. Poemat urozmaicają obficie cytowane przysłowia i złote myśli.
Mikołaj jest również autorem dużego wierszowanego Komentarza (Parekboláj) do Rozdziałów o miłości Maksyma Wyznawcy, poprzedzonego 43-wersową dedykacją odautorską.